# Arjuna Award
De Arjuna Award is een prijs die in 1961 werd ingesteld door de regering van India als beloning voor uitzonderlijke prestaties in de sport. Naast een som in geld, ontvangt de winnaar een bronzen beeldje van prins Arjuna, een mythologische boogschutter.
Vanaf 2001 wordt de prijs alleen uitgekeerd voor disciplines die worden beoefend bij de Aziatische Spelen, Olympische Spelen, Gemenebestspelen en Wereldkampioenschappen, zoals boogschieten, badminton, golf, hockey en worstelen.